# HD 222806
HD 222806 eller HR 8995 är en dubbelstjärna belägen i den mellersta delen av stjärnbilden Oktanten. Den har en skenbar magnitud av ca 5,74 och är svagt synlig för blotta ögat där ljusföroreningar ej förekommer. Baserat på parallax enligt Gaia Data Release 3 på ca 5,78 mas, beräknas den befinna sig på ett avstånd på ca 565 ljusår (173 parsek) från solen. Den rör sig bort från solen med en heliocentrisk radialhastighet på ca 21 km/s.

## Egenskaper
Primärstjärnan HD 222806 A är en orange till röd jättestjärna av spektralklass K1 III. Den har en massa som är lika med ca 1,3 solmassa, en radie som är ca 19 solradier och utsänder energi från dess fotosfär motsvarande ca 151 gånger solen vid en effektiv temperatur av ca 4 900 K. Stjärnan har ett överskott av järn som är ungefär dubbelt mot det hos solen och antas vara en medlem i Vintergatans unga skivpopulation.
HD 222806 är en misstänkt astrometrisk dubbelstjärna.